# Klub samobójców
Klub samobójców (jap. 自殺サークル Jisatsu sākuru; znany także jako Suicide Club) – japoński horror z 2002 roku, produkcji Omega Project, który został napisany i wyreżyserowany przez Shion Sono. W 2006 roku ukazał się prequel filmu pt.: Noriko no shokutaku.

## Fabuła
54 licealistki popełniają wspólne samobójstwo. Okazuje się, że to tylko początek serii samobójstw, która wkrótce ogarnia całą Japonię. Inspektor Kuroda próbuje znaleźć rozwiązanie zagadki tajemniczego zachowania ludzi.

## Obsada[7]
- Ryō Ishibashi - Detektyw Kuroda
- Masatoshi Nagase - Detektyw Shibusawa
- Akaji Maro - Detektyw Murata
- Saya Hagiwara - Mitsuko
- Yoko Kamon - Kiyoko/Kōmori-The Bat
- Rolly - Muneo „Genesis” Suzuki
- Hideo Sako - detektyw Hagitani
- Takashi Nomura -Jiro Suzuki
- Tamao Satou - pielęgniarka Yoko Kawaguchi
- Mai Hōshō - pielęgniarka Atsuko Sawada
- Kimiko Yo - Kiyomi Kuroda
- Mika Kikuchi - Sakura Kuroda
- So Matsumoto - Toru Kuroda